# Gordon Freeman
Dr Gordon Freeman, PhD, är en fiktiv figur och huvudperson i datorspelserien Half-Life. Han är en teoretisk fysiker som blir tvingad att försvara sig själv mot utomjordingar och andra fiender efter att ett experiment i början av det första spelet går fruktansvärt fel.
I spelen bär Gordon Freeman alltid sin H.E.V-skyddsdräkt och är vanligtvis beväpnad med diverse skjutvapen, men hans mest ikoniska vapen är en simpel kofot. Han nyttjar även ett experimentellt vapen vid namn The Gravity Gun som med hjälp av nollpunktsenergi kan plocka upp och skjuta iväg diverse föremål.

## Rollfigur
Vad spelaren får veta om Freeman är att han, vid Half-Lifes början, är 27 år gammal, saknar släktingar, född och uppvuxen i Seattle, Washington samt har en filosofie doktorsexamen i teoretisk fysik från MIT. Doktorsavhandlingen gick under namnet: Observation of Einstein-Podolsky-Rosen Entanglement on Supraquantum Structures by Induction Through Nonlinear Transuranic Crystal of Extremely Long Wavelength (ELW) Pulse from Mode-Locked Source Array (eller Hur man teleporterar stora föremål genom att skjuta radiopulser genom kristaller eller andra väldigt tunga element). Freeman visade tidigt ett intresse för teoretisk fysik, speciellt inom kvantmekanik och relativitetsteorin och efter att ha observerat en serie teleportationsexperiment utförda av The Institute of Experimental Physics i Innsbruck, Österrike, blev teleportering Freemans besatthet.
Den långsamma farten på forskningen rörande teleportering fick dock Freeman att söka sig vidare utanför utbildningssektorn. Av en ren tillfällighet hade hans tidigare mentor från MIT, Dr. Isaac Kleiner tagit över ett forskningsprojekt vid den topphemliga forskningsanläggningen Black Mesa Research Facility och letade nu efter intressenter. Freeman var det självklara valet och han accepterade kort därefter jobberbjudandet. Han påbörjar sin anställning vid Black Mesa Research Facility, belägen i en underjordisk missilbas någonstans i New Mexico, och stationeras på Anomalous Materials djupt nere i anläggningen. Freeman arbetar här med atomfysik och subatomär forskning, men verkar  endast flytta en vagn samt trycka på en knapp. I början av Half-Life 2 påpekas det av Barney Calhoun att detta knappast kräver någon speciell utbildning.
Freeman bär glasögon, har getskägg, och är ganska atletisk. Trots att han verkar vara expert på vapen och sprängämnen hade Freeman egentligen aldrig hanterat vapen innan vapenträningen i The Black Mesa Hazard Course (förutom den butan-drivna tennisbollkanonen som han konstruerade när han var sex år gammal). Vad som skiljer Gordon Freeman från andra spelhjältar är det att han är forskare - en ganska osannolik hjälte i jämförelse med mer traditionella spelhjältar såsom Duke Nukem, eller soldater som  Doomguy eller Master Chief. I spelet Splinter Cell: Chaos Theory påpekas detta då en av spelfigurerna säger till protagonisten (Sam Fisher) att "kofotar är till för nördiga datorspelskaraktärer".
Enligt Valves dokumentära bok om spelet, Half-Life 2: Raising the Bar, är namnet Gordon Freeman en hyllning till fysikern Freeman Dyson.

## Framträdanden och roller

### Half-Life
15 maj 200- genomför Freeman och hans team ett experiment som går hemskt fel (möjligtvis med avsikt). Som ett resultat av det blir rymd-tiden rubbad och tillåter utomjordingar att teleporteras in i Black Mesa och döda alla människor de kan hitta. Freeman finner sig jagad av två grupper: De invaderande utomjordingarna och The Hazardous Environment Combat Unit (HECU), en militär specialstyrka som blivit ditskickade för att se till att varken utomjordingarna eller nyheten om dem sprider sig. Detta inkluderar att döda både människor och utomjordingar. Mot alla odds lyckas Gordon överleva i kaoset, vilket imponerar på de överlevande forskarna och gör honom till HECU:s främsta mål.
Efter flera utmaningar och efter att ha dödat massor med utomjordingar och soldater blir Freeman teleporterad till utomjordingarnas hemvärld Xen. Där lyckas han döda utomjordingarnas ledare "Nihilanth". Efter det får han äntligen möta den mystiska G-Man, som under hela spelet har observerat Freeman på avstånd, ansikte mot ansikte. Han visar Freeman flera olika platser på Jorden och på Xen och ger honom sedan ett val; Att jobba för hans överordnade eller bli lämnad att utkämpa en strid han omöjligt kan klara av, vilket innebär att han blir lämnad på Xen utan några vapen.
I Half-Life 2 antar man att Gordon Freeman valde att acceptera G-Mans jobberbjudande.

### Half-Life 2
Half-Life 2 börjar med att G-Man väcker upp Gordon. Hans ansikte tonas ut och in medan Gordon får se scener från Half-Life 1 och även några nya platser som han kommer att få besöka i Half-Life 2. Han pratar om att han är ledsen för att ha behövt väcka honom, men "hans tjänster behövs igen" och att "Ingen förtjänar mer vila än han". Han säger också att "Den rätta mannen på fel ställe, kan göra stor skillnad".
På Half-Life 2: Episode One's Hemsida står det att Gordon hölls i stasis långt borta från jorden i nästan två decennier. 
En järnvägsvagn med två människor i börjar tonas in och G-man avslutar med "Wake up Mr. Freeman, wake up and smell the ashes". Sedan försvinner han och Gordon står nu inne i järnvägsvagnen. Hans medpassagerare säger att de blivit förflyttade till City 17. Tåget stannar på en station i en Östeuropeisk stad. Han får snart reda på att en utomjordisk makt från en annan dimension, kallad The Combine, har invaderat och intagit Jorden. På järnvägsstationen hittas han av hans gamle vän Barney Calhoun, som också lyckades ta sig ut från Black Mesa. Barney är med i motståndsrörelsen och har infiltrerat The Combine. Doktorerna Eli Vance och Isaac Kleiner, som också arbetade i Black Mesa, är också med i motståndsrörelsen och har byggt en teleporter, dock en mindre variant än den i Black Mesa, som de ska använda för att hjälpa människor att fly ur staden. På väg från järnvägsstationen blir Gordon gripen av The Combines polisstyrka, men räddas av Elis dotter, Alyx. Hon tar honom till Dr. Kleiners labb, där han har sparat en HEV-dräkt åt honom. Gordon går med i motståndsrörelsen och ska hjälpa dem att rädda Jorden från The Combine.
I det andra spelet i serien slåss Freeman mot The Combines styrkor för att Jordens människor ska bli fria. Han är redan berömd för sin insats under Black Mesa-incidenten, men blir snabbt känd som en legend bland människorna på Jorden. De kallar honom bland annat för "The One Free Man". Efter att ha tagit kontakt med motståndsrörelsen leder han ett anfall mot The Combines viktiga utpost/fängelse/plats där de gör om människor till soldater, vilket leder till att ett massivt uppror mot The Combine inleds. Efter en tids stridande på gatorna i City 17 tar sig Gordon in i Citadellet och förstör dess Dark Fusion-reaktor, vilket leder till att Citadellet börjar falla sönder. Gordon och Alyx är båda på väg att dö i den gigantiska explosion som följer, men G-Man saktar ner tiden och kommer fram till Gordon. Han lämnar dock Alyx åt hennes öde. Han säger att han är imponerad av hans arbete och att han redan mottagit flera erbjudanden om hans tjänster. Till slut säger G-Man att istället för att ge Gordon en illusion om ett fritt val, så har han tagit sig friheten att välja åt honom. Han försätter Gordon i stasis tills han behövs igen. Slutet av Half-Life 2 lämnar alltså fler obesvarade frågor än vad föregångaren gjorde. 

### Episode One
Episode One låter spelaren spela som Gordon Freeman då han och Alyx Vance ska försöka fly från City 17 innan Citadellet exploderar.
I början av spelet dyker G-Man upp i det intet där Gordon är inspärrad. Men innan han hinner säga något dyker en grupp Vortigaunts upp runt dem. De lyser lila och mässar i kör medan de hindrar G-Man från att göra något. Plötsligt dyker de upp på toppen av Citadellet där tiden fortfarande är frusen. Två Vortigaunts tar tag i Alyx och teleporteras iväg. Två till tar tag i Gordon, men innan även han teleporteras iväg säger G-Man; "We'll see... about That!".
Gordon vaknar upp under en stenhög, en bit ifrån Citadellet, av att Dog och Alyx gräver fram honom. Det har gått några timmar sedan man förstörde reaktorn på toppen av Citadellet. Explosionen ledde till att även Citadellets kärna, som ligger djupt nere, har destabiliserats. Över radio säger Eli och Dr. Kleiner att enda sättet för dem att hinna därifrån i tid är att de måste ta sig in i Citadellet och stabilisera kärnan. Där inne hittar de även ett meddelande som The Combine försöker skicka iväg, detta genom att offra hela Citadellet. De tar sig ut med meddelandet och träffar Barney och några civila som försöker att ta sig till en järnvägsstation. 
De flyr med ett tåg och på väg ut ur staden ser de hur Citadellet exploderar och meddelandet sänds iväg. Samtidigt flyger flera farkoster iväg från Citadellet. Dessa sågs inne i Citadellet och de innehåller Combine Advisors. Tåget är fortfarande ganska nära, så det träffas av chockvågen och verkar förstöras, men hur det går får man inte veta förrän i Episode Two.

### Episode Two
Episode Two börjar snabbt efter där Episode One slutar. Gordon måste tillsammans med Alyx Vance ta sig till White Forest, ett nytt högkvarter för motståndsrörelsen efter City 17:s totala förödelse.

## Övriga framträdanden i urval

### Half-Life: Opposing Force
Adrian Shephard möter Gordon enbart en gång i Opposing Force när han bevittnar Gordons teleportering till Xen i Lambda Complexet. Att försöka följa honom genom samma portal kommer resultera i spelarens död. När spelaren väljer den alternativa portalen finner denne en död person i en HEV-dräkt. Huruvida detta är Gordon Freeman eller inte avslöjas ej.

### Half-Life: Blue Shift
Gordon ses tre gånger av Barney Calhoun under Half-Life: Blue Shift. Barney ser honom först i en vagn i The Black Mesa Transit System i början av spelet. Sedan ser man honom genom en övervakningskamera, då Gordon är på väg att hämta ut sin HEV-dräkt. Till sist ser man då Gordon blir ivägsläpad till en skräpkomprimator av några HECU-soldater.